# Індо-скіфське царство
Індо-скіфське царство — сучасна умовна назва стародавньої держави, яка існувала у I ст. до н. е.- I ст. н. е. на території сучасних Пакистану, Афганістану та Пн.-Зах. Індії. В епіграфічних пам'ятках сакських правителів відома згадка назви цієї держави — Сакастан (Saḵastanasa). В індійській літературі щодо територій, захоплених саками, використовувалася назва Шакадвіпа.

### Міграція саків з Семиріччя.
Відомо, що у 166/5 рр. до н. е. після розгромної поразки від хунну та усунів, тохари мігрують з Ганьсу до Семиріччя, розбивають саків, й примушують останніх мігрувати на південь. Перетнувши Памір та Каракорум саки, розграбувавши Бактрійське царство близько 145 р. до н. е., мігрують у південному-західному напрямку та розселяються у Зранці та Харахваті давши нову назву захопленим територіям — Сакастан (у сучасному Кандагарі).
У 129 р. до н. е. залучені до війни проти Селевкідів саки розбивають парфянське військо та вбивають Фраата ІІ Аршака.
Після перемоги над гутіями-тохарами восени 119 року до н. е., Міхрдат Аршак почав тривалу кампанію проти саків. Наразі невідомі будь-які факти з перебігу цієї кампанії. Відомий лише її результат — саків було інкорпоровано до Парфянського царства, сакська правляча династія Сурена в новоствореній Міхрдатом ієрархії парфянської еліти посіла чи не найзначніше місце власне після Аршакідів — тільки представник роду Сурена міг коронувати Аршакіда на царство. Це відбулося близько/до 111/110 р. до н. е. та було відображено на монетах легендою грец. ΒΑΣΙΛΕΩΣ ΒΑΣΙΛΕΩΝ ΑΡΣΑΚΟΥ ΔΙΚΑΙΟΥ ΕΥΕΡΓΕΤΟΥ ΚΑΙ ΦΙΛΕΛΛΗΝ — «Цар Царів Аршак …».
Після угоди з Міхрдатом, напрямок експансії саків з західного змінився на східний.

### Цар-царівМога (Май) Великийта експансія доПенджабу.

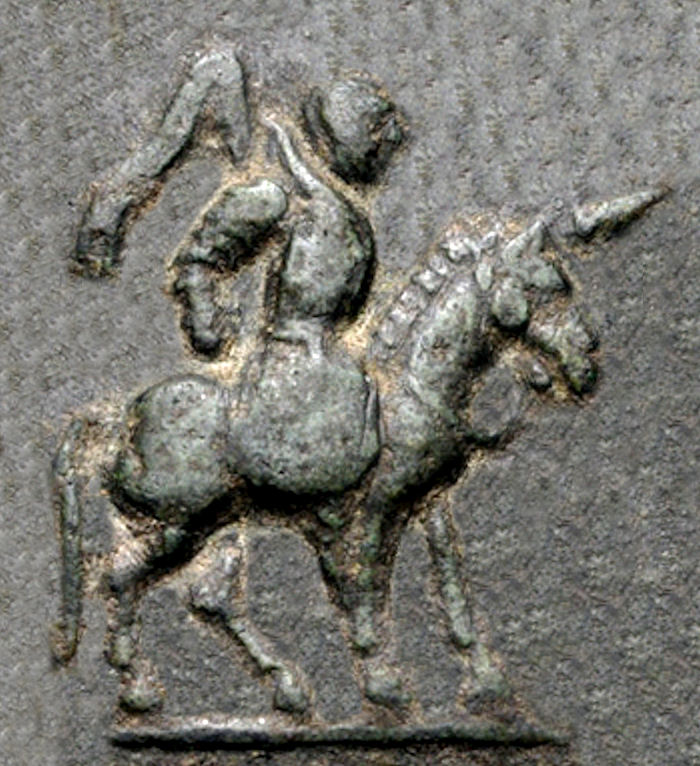
Скіфський цар верхи на монетах Мая.

Першим відомим царем саків є Май (Мога). Питання щодо часу володарювання цього правителя скіфів залишається відкритим, приблизно в діапазоні між останньою чвертю II ст. до н. е. та першою чвертю I ст. до н. е. Єдиною епіграфічною пам'яткою, датованою за «Ерою Моги» залишається посвята Кшагарати Патіки за батька Ліяку Кудзулуку (78 р. Магараджі Великого Моги — CKI 46), яку наразі датують близько межі тисячоліть.
Головним джерелом інформації щодо цього царя сакаравлів/сакарауків залишається нумізматика. Відома досить велика кількість монетних емісій Мая/Моги, які імітують як парфянські, так й монети індо-скіфських династів Гіндукуша та Ґандгари. На монетах немає портретів царя, а велика кількість зображень різних богів, як елінського, так і індійського пантеону свідчить про абсолютну лояльність скіфської еліти до представників будь-яких релігій та культів.
| «Правління Мая є цікавим прикладом елліністичної ідеології, впровадженої сувереном не греком. Варварська влада, як правило, є синонімом безладу та руйнування. Тут, навпаки, панування сакського царя можливо було найкращим шансом на виживання для еллінізму, навіть для грецької політичної верхівки, у Північній Індії. Май встановив сильну владу і зумів відновити громадянський мир після довгих і руйнівних воєн між греко-бактрійськими та індо-грецькими царями, які, безсумнівно, стали вирішальним фактором у втраті греками Бактрії, а згодом і більшої частини індо-грецьких територій, але вже під гегемонією сакського царя. Він також встановив релігійну толерантність між грецькою та індуїстською релігіями, надавши останній офіційне визнання…»[4] |
Питання датування цього першого захоплення Ґандгари Маєм/Могою остаточно не вирішено. Найбільш поширеними є дві думки:
- близько/до 109 р. до н. е., тобто до часу, коли саки були підкорені Міхрдатом Аршаком;[3]
- після 88 р. до н. е., року смерті Міхрдата, коли за часів його слабких наступників Парфія швидко втратила й авторитет, й території як на західних, так і на східних кордонах.[5]

На користь останнього датування говорить й те, що саме до цього часу відноситься й прийняття титулу «цар царів» ще однім донедавна васалом Парфян — Тиграном II Вірменським.

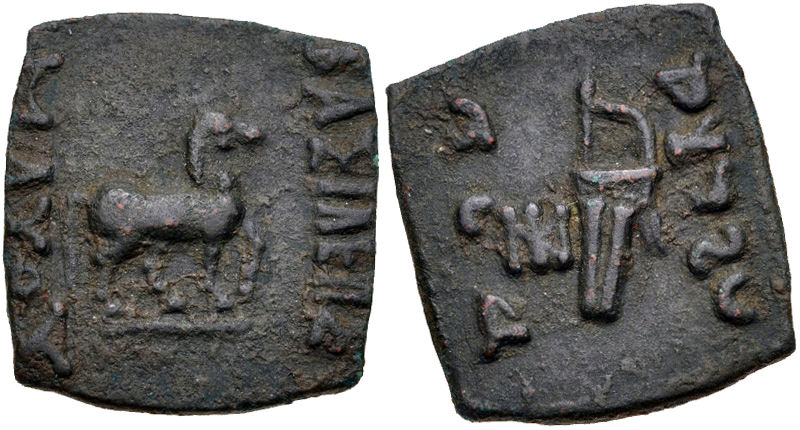
Монета з конем та сагайдаком
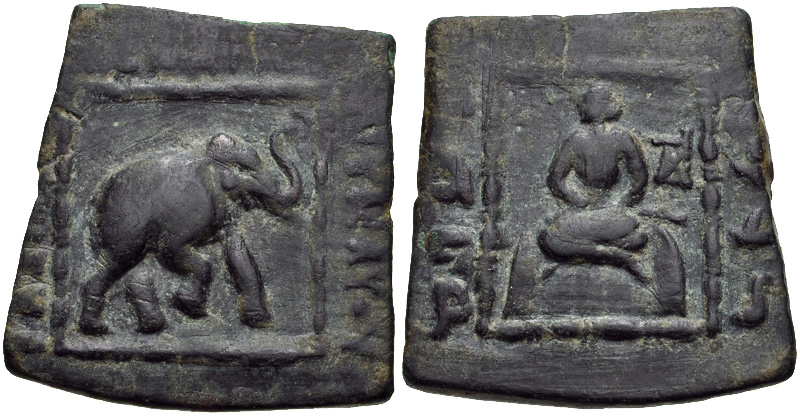
Монета з Буддою
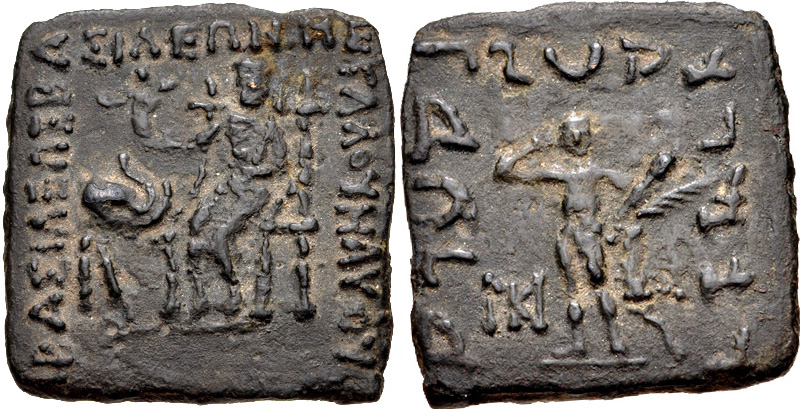
Монета з Зевсом
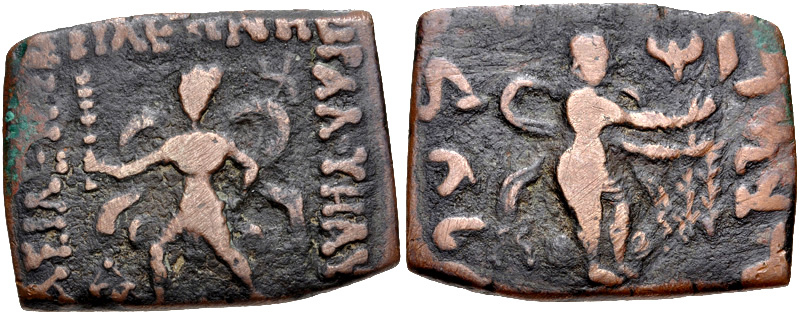
Монета з Шивою
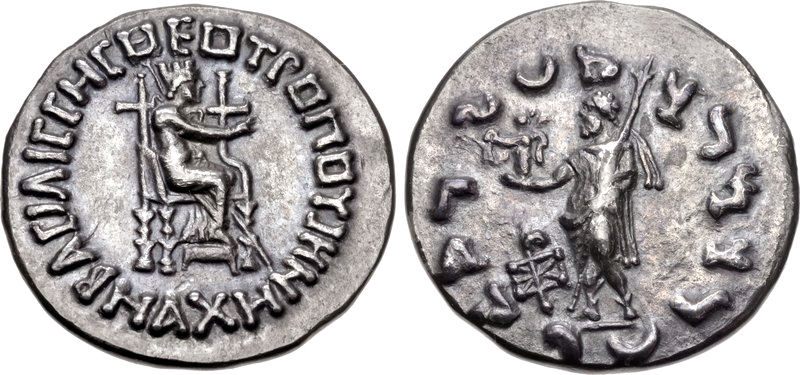
Монета дружини Мая Махени

Криза в домі Аршакідів, яка розпочалася в Парфії по смерті Міхрдата (ІІ), закінчилася за безпосередньої та активної участі сакської еліти — у 77 р. до н. е. саки звели на парфянський трон Санатрука, представника бокової гілки Аршакідів, що вела свій родовід від брата Аршака (I) на ім'я Тірідат. Отже, починаючи з Санатрука й до Артабана сакський фактор залишався вирішальним в усіх династичних війнах серед Аршакідів.
В контексті питання взаємовідносин між Аршакідами та Сурена залишається відкритим й статус «парфянського Сакастану». Наскільки був значним контроль Аршакідів цих територій — абсолютний, номінальний чи, взагалі, ці території не контролювались Аршакідами — невідомо.
Наразі відомі монети найближчих наступників Мая/Моги — Вонона, Спалура/Спалагора. Певні монети царя царів Вонона на реверсі мають легенду зі згадкою «брата великого царя Спалагора». та «син Спалагора Спалагадама». Монети брата царя справедливого Спалура (Спаліріса/Спалагора) також карбувалися з легендами «справедливий Спалагдама (Спалагадама), син Спалура». Судячи з титулатури на монетах, Спалур царем був лише нетривалий час зі співправителем «великим царем Великиим Азом». Його син справедливий Спалагдама титул царя не носив.

### Цар-царівАз (I) Великий.Ера Аза.
Переважна більшість наразі відомих датованих епіграфічних пам'яток на ґандгарі кінця I ст. до н. е. та I ст. н. е. датовано за ерою Аза. Окрім ери Аза використовувалася грецька ера та роки правління окремих локальних династів Сакастану. З публікацією посв'яти Рухун'ї, дружини апракараджі Вішуварми (CKI 405), стало відомо, що перший рік ери Аза відповідає 128 року «ери Яуна» (іонійської, тобто «грецької ери»), що значно полегшило хронографію регіону. Враховуючи той факт, що початком ери Аза тривалий час вважався 58/57 р. до н. е., початком «ери Яуна» було визначено 186/185 р. до н. е.. Подальше вивчення особливостей македонського календаря (саме македонський календар було взято за основу для «ери Яуна») унеможливлило цю дату, й з різних можливих варіантів було обрано найвірогідніший — 175/174 р. до н. е. Кореляції «ери Яуна» відповідно змінили і початок ери Аза на 47/46 р. до н. е. Саме це датування наразі є найбільш поширеним, хоча й не загальновизнаним.

Скіфський цар верхи на монетах Аза (І) Великого.

Отже, вперше ім'я Аза з'являється на монетах великого царя Спалура як співправителя останнього: хар. maharajasa mahatakasa ayasa — Великий Цар Великий Аз. Наразі відомі дві епіграфічні пам'ятки, які походять з сучасного пакістанського району Бунер — посв'ята Васи Абдагаза, сина магакшатрапа Магапали Суспали (CKI 459) та напис магакшатрапа Наміпали (CKI 827). Під Магапалою-Суспалою та Наміпалю, враховуючі певні осособливості та спільні риси обох написів, наразі запропоновано бачити одного магакшатрапа. Перший напис датовано 9 роком Великого Царя, Царя Царів Аза, другий — 11 роком власне Маніпали, що дає підстави для припущення, що Аза поновив владу на Гандгарою та Таксилою на самому початку свого чи наприкінці Спалурового правління.
З 47/46 р. до н. е. Аз Великий стає одноосібним правителем й приймає титул грец. BAΣIΛEΩΣ BAΣIΛEΩN MEΓAΛOY AZOY — Цар Царів Великий Аз та maharajasa rajatirajasa mahatasa ayasa — Великий Цар, Цар Царів, Великий Аз на хароштхі. Монетні емісії Аза (I), як і його наступника Азіліса, були відносно стабільні як за вагою, так і за якістю срібла. Відомі монети Аза з Азілісом, який ймовірно певний час був його співправителем.
Ймовірно, саме в останні роки великого царя Спаліріса/Спалагора, під час активної політичної діяльності великого царя Аза Великого, остаточно визначилися головні династії сакської еліти — династія магакшатрапів Мату, Кшагарата тощо. Слід зазначити, що наразі відомі епіграфічні пам'ятки представників двох згаданих родів сакських магакшатрапів не датовані за Ерою Аза, і більше того, ані Аза, ані його наступників — Азіліса та Аза (II) у цих пам'ятках навіть не згадано — ані у посвяті Кшагарата Патіки, ані у посвяті Ясі Камуї. В обох пам'ятках згадується Май/Мога, в останній — «весь Сакастан».

Скіфський цар верхи на монетах Аза (ІI).

Обидві наведені вище епіграфічні пам'ятки датуються першою чвертю I ст. н. е., і, ймовірно, відносяться до часу правління Азіліса.
Близько/до 15-16 рр. Азіліса наслідує Аз (ІІ). З цим царем царів пов'язано декілька подій, а саме:
- магакшатрапом Мату та чоловіком Ясі Камуї Раджувулою було захоплено та анексовано останнє Індо-грецьке царство регіону зі столицею у Сагалі;
- великим кшатрапом Чухса, який був доменом сакського роду Кшагаратів, стає племінник великого царя Зейоніс/Джигуньяса/Джигоніка (maharajabhrata Maṇigulasa putrasa Jihoṇikasa Cukhsasa kṣatrapasa);
- відбулася «велика девальвація» грошового срібла, вміст якого в монетному металі впав у певних зразках до 10 %, а з часом в минулому срібні монети взагалі почали карбуватися з міді.[15]

Окремої уваги заслуговує зображення вершника на монетах, які наразі пов'язують з Азом (II). На відміну від зображень на монетах Аза (І) Великого, вершник на монетах Аза (II) тримає у руці не списа, а, за різними інтерпретаціями, чи то жезл, чи то батіг. Якщо остання пропозиція є вірною, то це може бути інтерпретовано за відомим сюжетом з Геродота, коли скіфам, для перемоги над власними рабами, потрібно було облишити зброю та взяти до рук батоги, і такі натяки на абсолютизм, безумовно, не могли бути сприйняті сакською елітою.
Наразі залишається невідомою політична ситуація у Сакастані в останні роки правління Аза (II). Відомо лише те, що у 30/31 р. царем царів Сакастану став представник іншої гілки правлячої династії, що походила з західносакських, суміжних з Парфією земель, на ім'я Гондофар.

### Індо-скіфитаіндо-парфяни. Гондофар (І).Парфянські війни. РозділенняСакастануміжПарфянськимтаКушанськимцарствами.
Тривалий час постулюється гіпотеза про захоплення Сакастану «індо-парфянами» (представниками чи то роду Аршакідів, чи то іншого парфянського роду). Ця гіпотеза грунтується на таких фактах:
- «парфянська» етимологія імен сакських царів починаючі з Гондофара;
- належність представників «нової династії» до зороастризму;
- зображення «царя-вершника» на монетах у традиційному парфянському одязі.

Ця гіпотеза наразі є традиційно превалююча. Але серед імен безумовно сакських царів і в раніші часи відомі імена, які зазвичай відносять до умовно «парфянських» імен. Як приклад — цар царів Вонон, що наслідував Маю Великому. Належність до зороастризму та «парфянський» одяг лише свідчать, що представники цієї гілки династії зростали в іраноцентричному культурному колі, що є абсолютно прийнятним для західносакських територій — Зранки та Арахозії.
Значно більшої уваги заслуговує інше — майже вся сакська еліта регіону залишилася на своїх місцях, тобто була абсолютно лояльна до Гондофара, що було б неможливим у разі інтервенції «індо-парфян» (чи ще парфян у цю частину Індії). Та й наразі відома політична ситуація 30-их р. у Парфії абсолютно виключає можливість будь-якої експансії на схід.
Отже, 
| «… розрізняти „індо-скіфів“ та „індо-парфян“ немає сенсу. Незважаючи на ономастичні паралелі з родиною Аршакідів, зв'язок Вонона, Гондофара та їхнього клану з парфянською династією залишається проблематичним…»[19] |
Гондофар (І).
Якщо належність Гондофара до сакської правлячої династії вже майже поза сумнівом, то власне його родовід залишається невідомим. В проміжок між експансією Аза Великого до Ґандгари та початком правління Гондофара виключно з нумізматичних джерел відомі декілька правителів «малого» Сакастану (Арахозія та Дранґіана), а саме: Чейрук Марзака (грец. XEIPOΥKOY MAPΣAKOY CATPAΠOY), неназваний «син бога» (грец. ΘEOΠATP) та Танліс Майдата (грец. ΤΑΝΛΙC ΜΑΙΔΑTΗC).
Перший відомий за раритетними монетами (менше 10 одиниць). Титул сатрап вказує на його досить обмежену владу. Інколи припускають, що цей династ правив до Мая, але замалий обсяг інформації залишає будь-які припущення бездоказовими.
Монети неназваного «сина бога» імітують парфянські, та датуються близько 50-их років до н. е.
Чисельнішими є монети Танліса Майдати (грец. ΤΑΝΛΙC ΜΑΙΔΑTΗC) та його дружини (чи матері (?)) пані Раггодеми (грец. ΡΑΓΓΟΔΗΜΗ ΚΥΡΙΑ). Серед сакських монет до карбувань Танліса та Раггодеми з наразі відомих монет жінка зображалася лише одного разу — цариця Махена, дружина царя Мая. Тобто статус Раггодеми був достатньо високий. Ймовірно, вона виступала як співправителька Танліса. На деяких з монет Танліса та Раггодеми відомі пізніші надкарбування, на яких зображено правителя в шоломі та з написом Танліс. Ці надкарбування робилися під зображенням Раггодеми, не пошкоджуючи її обличчя. Висловлено припущення, що ці надкарбування зроблено не Танлісом Майдатою, а його гіпотетичним наступником Танлісом (II). Ці ж надкарбування можна побачити й на монетах низки Аршакідів — Міхрдата (ІІ), Готарза (І), Уруда (І), Сінатрука, Фрагата (III), Уруда (II), Фрагата (IV) та на згаданих вище монетах неназваного «сина бога», тобто час правління Танліса Майдати чи його гіпотетичного наступника Танліса (II) ймовірно обмежений останньою чвертю I ст. до н. е.

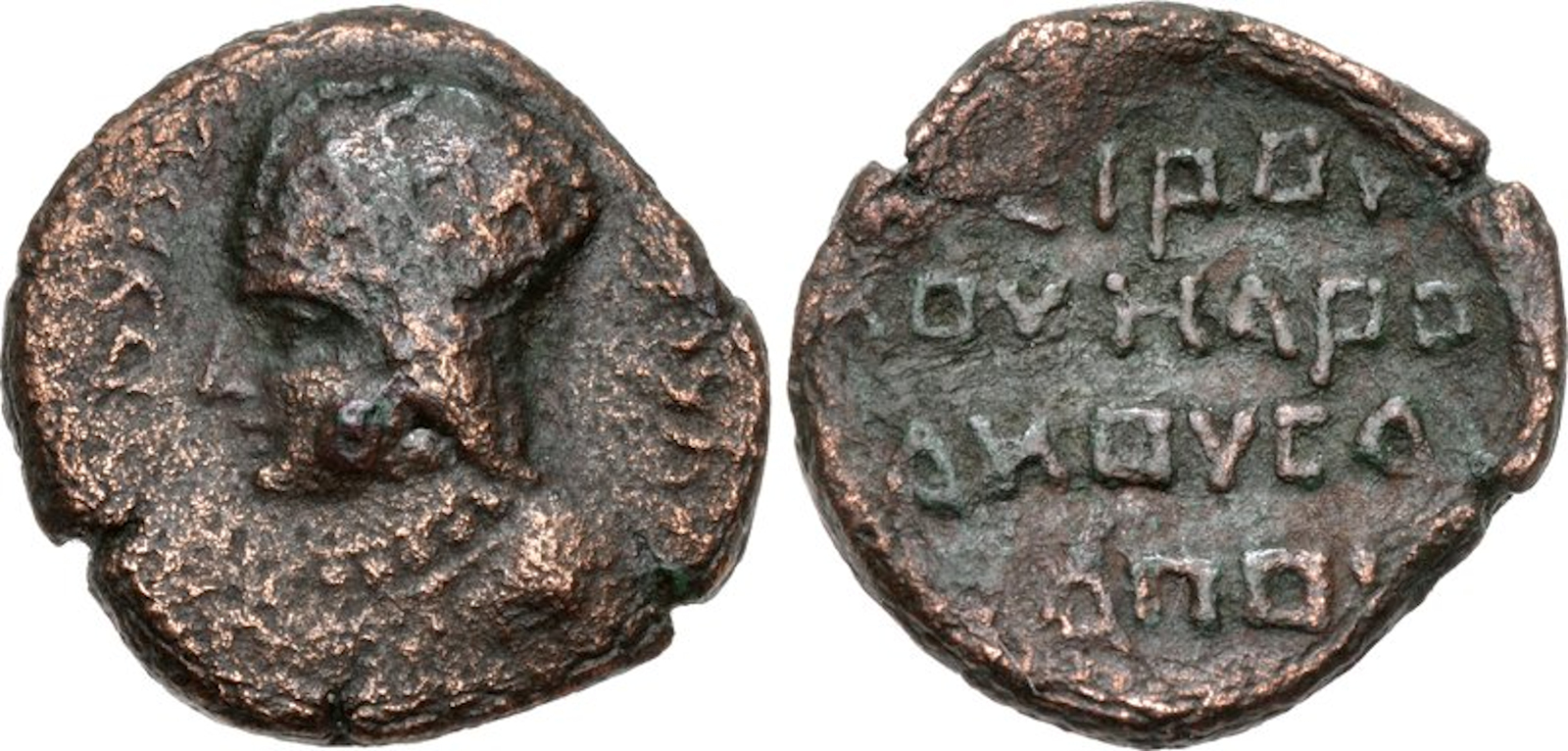
Чейрук сатрап
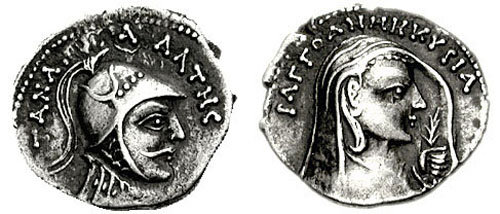
Танліс Майдата та пані Раггодема
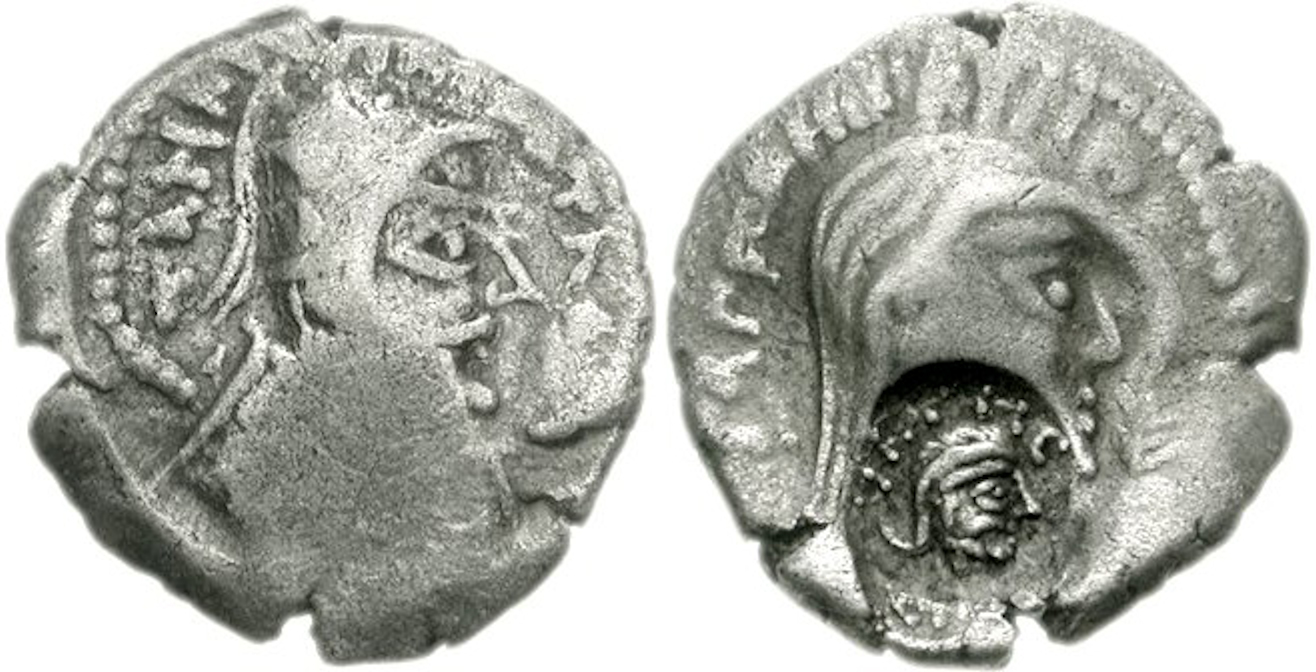
Танліс Майдата та пані Раггодема з надкарбуванням Танліс

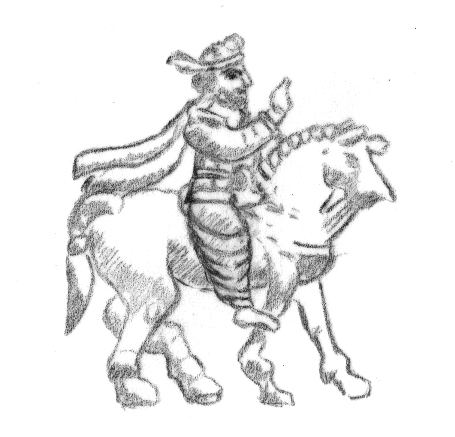
Скіфський цар верхи на монетах Гондофара

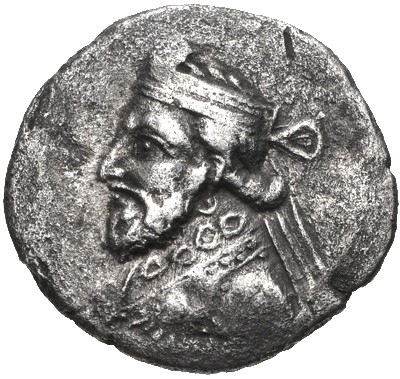
Гондофар

Початок правління Гондофара (Віндафарни) Великого датується 77 роком Ери Аза чи 30/31 р. (CKI 53).Одна з перших наразі відомих дій Гондофара, яка підтверджена нумізматичними джерелами, — повернення до влади у Чачі представників Кшагарата (монети представника цього сакського роду Абхіраки після тривалої перерви та тимчасового правління племінника Аза ІІ Джигуньяси/Зейоніса). Найближчим часом Абгірака (Айбірака) захоплює Саураштру та Малаву, заснувавши нову сатрапію, яка перебувала у певній залежності від Гондофара (I). Наразі добре відомі монети як Кшагарата кшатрапа переможного Абгіраки (Kaharatasa katarapasa jayatasa Abhirakasa), так і його наступників — Бхумаки та Нагапани.
Наступною відомою подією, яка відноситься до часів Гондофара, був заколот парфянської шляхти проти царя Артабана у 36 році. Очолював цей заколот Абдагаз. Можливо цим Абдагазом був племінник Гондофара, який з часом наслідуватиме йому як цар царів Сакастану. Спочатку заколотники поширили свою владу майже на всю Парфію. Але досить швидко частина заколотників, не бажаючи нового значного підсилення представників Сурена та «заздрячи їм», порушила погоджені домовленості, та відправила посланців до Артабана, обіцяючи йому підтримку у разі повернення. Нумізматичним підтвердженням участі саме індо-скіфів/індо-парфян у цих подіях є той факт, що «монети Артабана II переважають серед парфянських монет, перебитих Гондофаром.»